# Beissug (Vísselki)
Beissug - Бейсуг (rus) és un possiólok al krai de Krasnodar (Rússia). És a la vora del riu Beissug i a 19 km al nord-est de Vísselki i a 96 km al nord-est de Krasnodar. Pertanyen a aquest possiólok les stanitses d'Aleksandronévskaia i Novodonétskaia.